# Дельян, Ашот Борисович
Ашот Борисович Дельян — советский хозяйственный и государственный деятель, лауреат Государственной премии СССР за выдающиеся достижения в труде.

## Биография
Родился в 1929 году. Член КПСС.
В 1956—1991 годах — горнорабочий очистного забоя шахты номер 7, шахты номер 5/7 «Капитальная», бригадир комплексной бригады добычников участка номер 11 шахты «Северная» комбината «Воркутауголь» Министерства угольной промышленности СССР.
За высокую эффективность и качество работы при добыче угля и нефти был в составе коллектива удостоен Государственной премии СССР за выдающиеся достижения в труде 1979 года.
Жил в Воркуте.

## Награды
- Орден Ленина
- Орден Трудового Красного Знамени